# Câmera em Ação
Câmera em Ação foi um programa exibido pela Rede Record entre 3 de setembro e 12 de novembro de 2012.

## Antecedentes
Antes de ser tornar um programa, era um quadro do programa Domingo Espetacular. Em dezembro de 2011, a direção da Record decidiu transformar o quadro em um programa fixo.
Programado para estrear em 9 de janeiro de 2012, teve sua estréia adiada. Após passar vários meses sem estréia definida, o programa estreou em 3 de setembro do mesmo ano.

## O Programa
O programa mostrava a rotina de uma das profissões mais perigosas do País e exibia, em detalhes, as operações da polícia por todo país.
Eram 40 profissionais envolvidos numa grande operação: levar ao público o trabalho de policiais de todo o Brasil.
Depois do enorme sucesso como quadro do programa Domingo Espetacular, o Câmera em Ação teve um espaço próprio na programação da Record em 2012. Dos bastidores de grandes ações ao policiamento de rotina, nada escapa às lentes das equipes espalhadas por todo o país.
Militares e civis. Especialistas em perícia e agentes de elite. Os homens da lei revelam em tempo real a rotina de uma das profissões mais perigosas. Como se preparam para os grandes eventos? O que acontece dentro de uma viatura minutos antes de uma prisão? Como é o patrulhamento de rotina?
A parceria entre a Record e a Medialand, responsável pela produção da série, conta com mais de oito equipes de plantão para gravar, todo mês, mais de duas mil horas de imagens em alta resolução, com todos os detalhes do dia-a-dia de diversos departamentos das polícias brasileiras.

## Fim do Programa
O programa saiu do ar no dia 19 de novembro de 2012, devido à ajustes na programação da emissora.
Continuou como quadro no Domingo Espetacular.

## Ficha Técnica
- Equipe Medialand:
- Criação: Carla Albuquerque
- Roteiro: Beto Ribeiro
- Equipe Rede Record:
- Edição: Darlan Penido
- Pós Produção: Leandro Pasqualin e Carlos Francisco
- Sonorização: Júlio César e Humberto Pinto
- Chefe de Redação: Rafael Gomide